# Otakar Zahálka

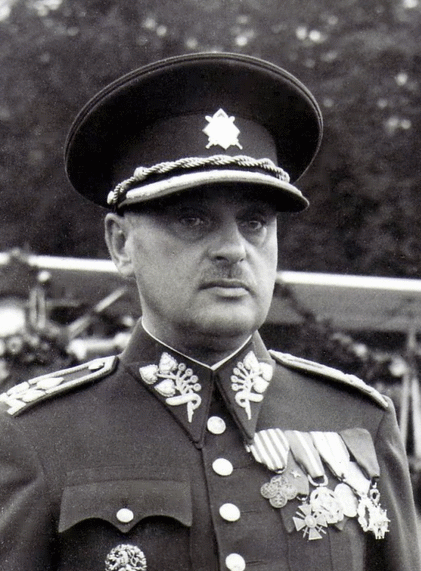
Otakar Zahálka

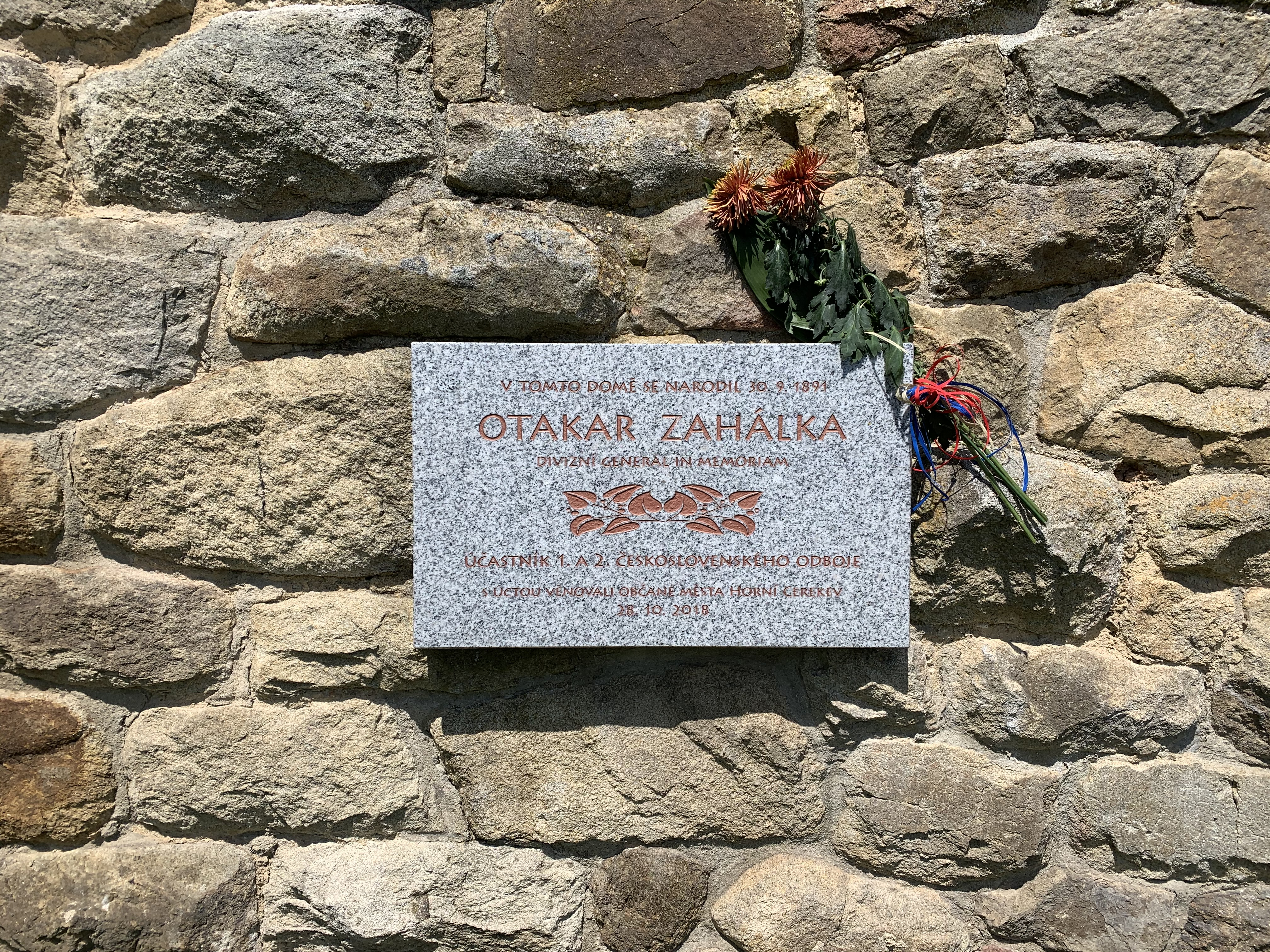
Gedenktafel für General Zahálka in Horní Cerekev.

Otakar Zahálka (* 30. September 1891 in Těšenov, Horní Cerekev; † 21. Juni 1941 in Brünn) war ein tschechoslowakischer Offizier, der sich in der tschechoslowakischen Widerstandsgruppe „Verteidigung der Nation“ OD (Obrana národa) engagierte und nach dem Ende des Zweiten Weltkrieges 1946 posthum zum Generalmajor der Tschechoslowakischen Armee ernannt wurde.

## Leben
Otakar Zahálka besuchte die Gymnasien in Rokycany sowie in Pelhřimov und das Lehrerinstitut in Soběslav, das er 1910 mit der Matura abschloss. Im Anschluss war er zwischen 1910 und 1914 als Lehrer unter anderem in Holice v Čechách tätig. Er nahm als Angehöriger der Tschechoslowakischen Legionen am Ersten Weltkrieg teil. Für seine Verdienste wurde er mit dem Tschechoslowakischen Kriegskreuz 1914–1918, der Tschechoslowakischen Revolutionsmedaille, der Interalliierten Siegesmedaille, dem Croix de guerre, dem Ritterkreuz der Ehrenlegion sowie dem Ordre des Palmes Académiques ausgezeichnet.
Nach Kriegsende wurde er in die neu aufgestellte Tschechoslowakische Armee der Ersten Tschechoslowakischen Republik übernommen und fungierte zwischen Oktober 1924 und Juli 1927 als Chef des Stabes der 5. Infanteriedivision. In dieser Verwendung erfolgte am 30. Dezember 1924 seine Beförderung zum Oberstleutnant. Er war von Juli 1927 bis Februar 1931 Chef des Stabes der Generalinspektion der Streitkräfte und wurde als solcher am 21. Februar 1929 auch zum Oberst befördert. Nach einem Lehrgang am Centre d’études tactiques d’artillerie in Metz von Februar bis April 1931 übernahm er bis Oktober 1931 wieder seinen vorherigen Posten. Im Anschluss war er bis Januar 1933 Kommandeur des 1. Infanterieregiments. Nach Absolvierung des Lehrgangs für Höhere Kommandeure in Prag kehrte er bis Februar 1934 zu seinem vorherigen Posten zurück und war anschließend bis September 1938 Kommandant der Militärakademie in Hranice na Moravě, wo am 16. Februar 1936 auch seine Beförderung zum Brigadegeneral erfolgte.
In der Phase der Eingliederung des Sudetenlandes im Zuge des Münchner Abkommens fungierte Zahálka von September bis Oktober 1938 Kommandeur der 8. Infanteriedivision. Daraufhin war er während der Zeit der Tschecho-Slowakischen Republik, der inoffiziell sogenannten Zweiten Republik, zwischen Oktober 1938 und März 1939 im Generalstab der Armee Chef der Sektion für Bereinigungen der Grenze zum Deutschen Reich. Mit der anschließenden Zerschlagung der Tschechoslowakei verlor er seine Dienstposten.
Im Zweiten Weltkrieg engagierte sich Otakar Zahálka in der tschechoslowakischen Widerstandsgruppe „Verteidigung der Nation“ OD (Obrana národa) und wurde später von der deutschen Besatzungsmacht im Protektorat Böhmen und Mähren verhaftet und am 21. Juni 1941 in Brünn hingerichtet. Nach Kriegsende wurde er am 26. Oktober 1946 posthum zum Generalmajor in der Armee der Dritten Tschechoslowakischen Republik ernannt. Ihm wurde ferner das Tschechoslowakische Kriegskreuz 1939 verliehen.